# نقش‌آفرینی جانوری

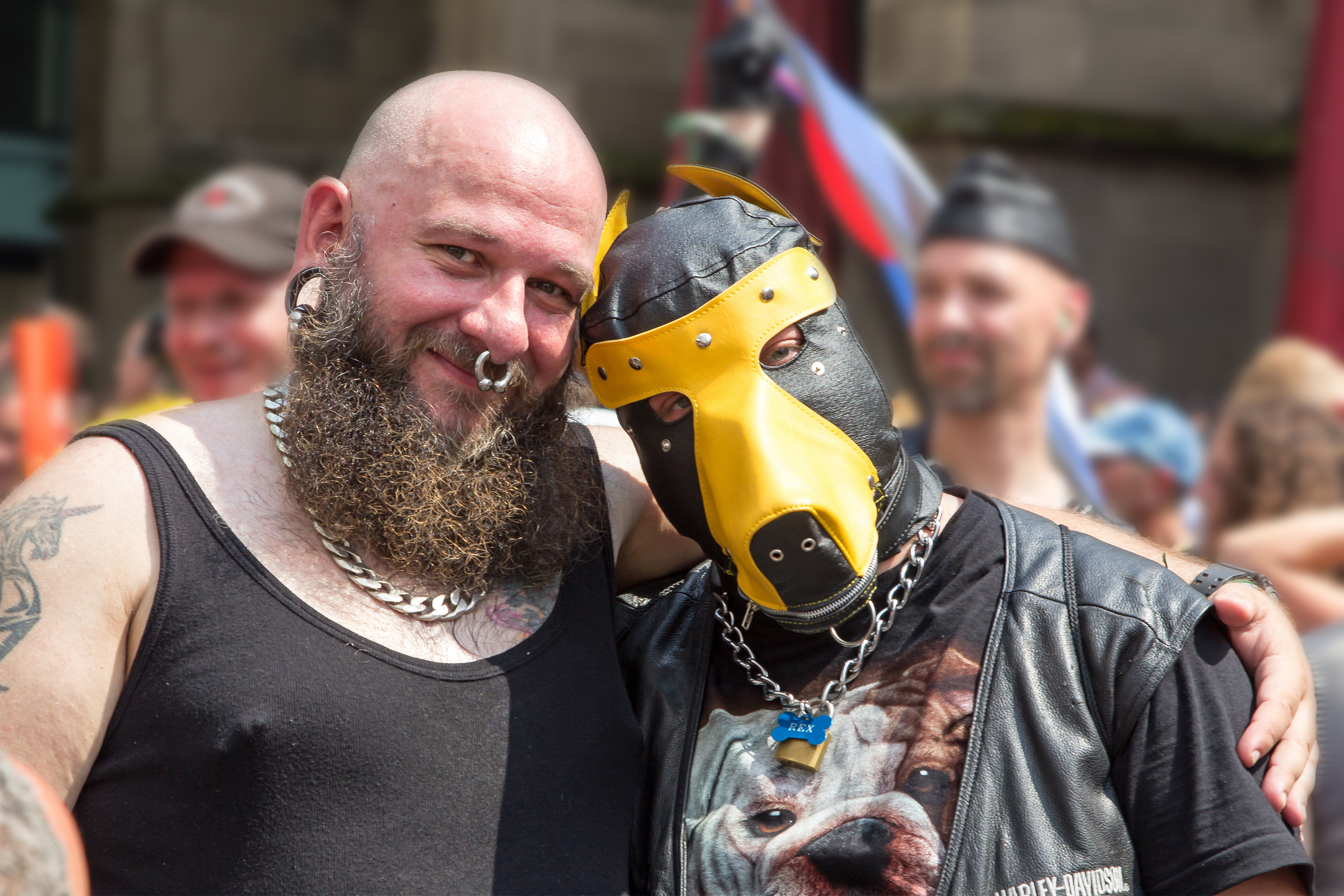
یک بازیگر توله‌سگ در رژهٔ کلن سال ۲۰۱۵

نقش‌آفرینی جانوری (به انگلیسی: Animal roleplay) شکلی از نقش‌آفرینی است که در آن دست‌کم یکی از شرکت‌کنندگان، نقش جانوری-غیرانسانی را بازی کند. مانند بسیاری از شکل‌های نقش‌آفرینی، این مدل نیز شامل بازی و سایکودراما می‌شود. نقش‌آفرینی جانوری همچنین ممکن است در زمینهٔ بی‌دی‌اس‌ام نمایان شود، جایی که فرد می‌تواند در روابط سلطه‌گری و سلطه‌پذیری شرکت کند و با او مانند جانور رفتار شود. این فعالیت اغلب مربوط به نقش‌آفرینی حیوان خانگی (به انگلیسی: pet play) می‌شود. به هر حال همهٔ انواع نقش‌آفرینی جانوری در بی‌دی‌اس‌ام، مرتبط به حیوانات خانگی نیستند و همچنین تمام نقش‌آفرینی حیوان خانگی در بی‌دی‌اس‌ام، شامل نقش‌آفرینی به‌عنوان جانور نمی‌شود. برخی از گونه‌های این نقش‌آفرینی‌ها می‌توانند مربوط به نقش‌آفرینی خزپوشی باشند.

## در نگاه کلی

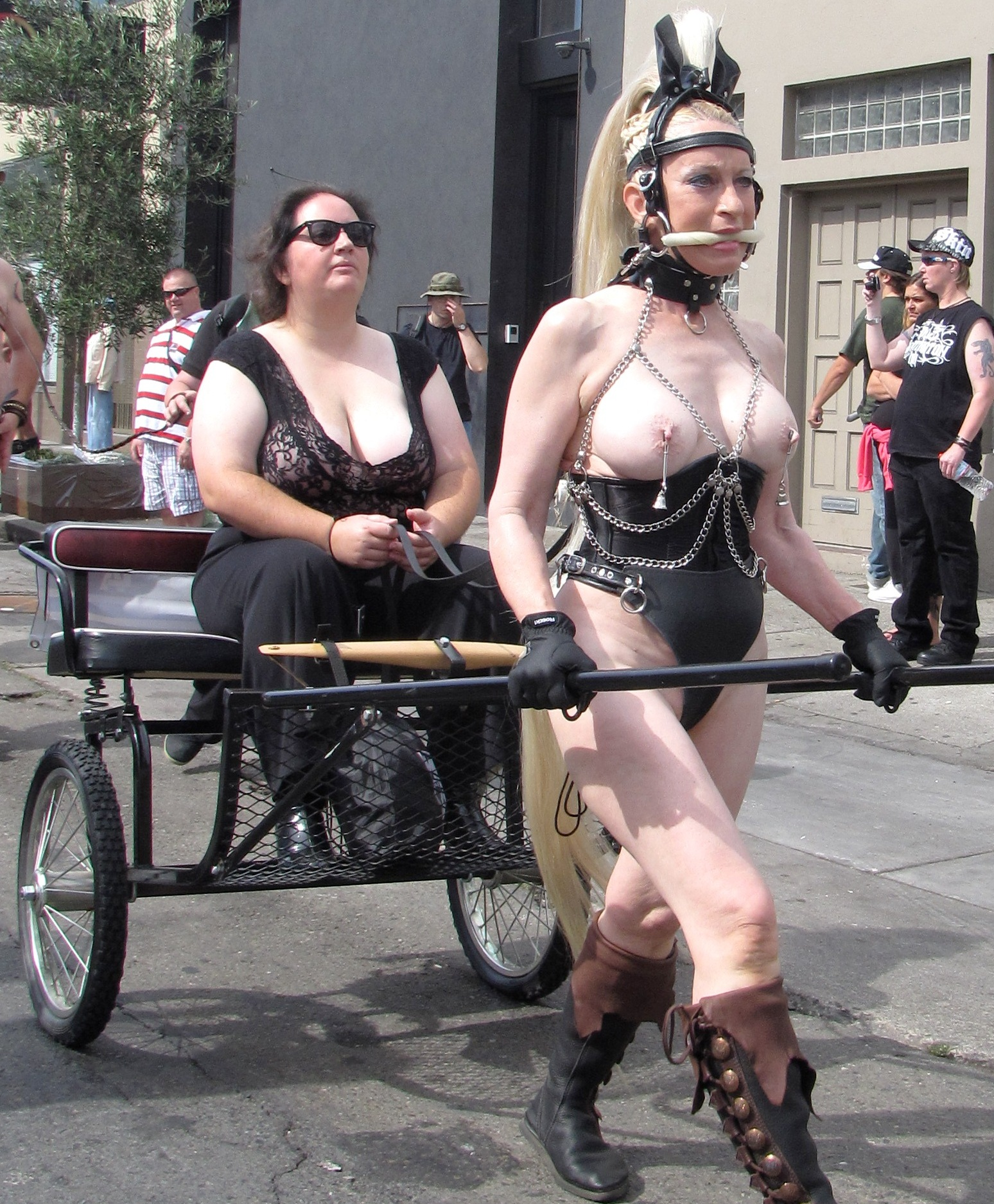
یک پونی‌گرل در حال کشیدن سلطه‌گرش که روی ارابه نشسته‌است.

نقش‌آفرینی جانوری برخلاف برخی دیدگاه‌ها که آن را تنها منحصر به مردان همجنس‌گرا می‌دانند، می‌تواند در افرادی با انواع گرایش‌های جنسی، هویت جنسیتی، جنس و روابطی با یک یا چند شریک نمایان شود. از آنجایی که روابط در این نقش‌آفرینی می‌توانند شامل مسائل عاطفی نیز باشدن، افرادی با گرایش بی‌جنس‌گرایی هم در آن‌ها حضور دارند.
منشأ نقش‌آفرینی جانوری احتمالاً گسترده و متنوع است و به افراد شرکت‌کننده در رابطه وابسته است. به هر حال ریشه‌های آن قطعاً تحت تأثیر پوشیدن لباس، ادبیات داستانی، اسطوره، افسانه، نقش‌آفرینی و سایکودراما در جنبه‌های گوناگون آنان است. برخی از نخستین تصاویر منتشرشده از نقش‌آفرینی جانوری (به‌ویژه نقش پونی) را می‌توان در آثار John Willie -عمدتاً منتشر شده در مجلهٔ Bizarre از سال ۱۹۴۶ تا ۱۹۵۹ میلادی- یافت.
بعضی از تجهیزاتی که می‌توانند در نقش‌آفرینی جانوری استفاده شوند عبارتند از: قلاده، درپوش مقعد، افسار، دهان‌بند، مهاربند، پوزه‌بند، قلادهٔ گردن، چکمه‌های باله، پوشاک گربه‌ای، بادی استاکینگ و غیره.

### استفادهٔ فرهنگی و غیرجنسی
نقش‌آفرینی جانوری به شکل غیر جنسی آن، در بسیاری از فرهنگ‌های قبیله‌ای در دوران اخیر و احتمالاً در دوران ماقبل تاریخ، بخش مشترک و جدایی ناپذیری از مراسمی بود که عضو (یا اعضا) در آن قبیله از لحاظ جسمی و اغلب به لحاظ معنوی نقش جانوری را که در نزد آن‌ها مورد احترام بود یا شکار می‌شد، بازی می‌کردند. بسیاری از قبایل هندی-آمریکایی و مردم بومی قطب شمال در این مورد مثال زدنی هستند. نمونه‌هایی از این موارد با نقاشی‌های غار به ثبت رسیده‌اند. در ۱۹۱۱میلادی، Julia Tuell آخرین رقص جانوران را که توسط مردم شمالی Cheyenne Montana انجام شده، عکسبرداری کرد. همچنین این نقش‌آفرینی‌ها گاهی برای آموزش استفاده شده‌است، به‌ویژه آموزش جسمی که به عنوان راهی برای تشویق مردم برای تمرین‌های بدنی در راه‌های غیرمعمول و با تقلید از جانور گوناگون صورت گرفته‌اند.

## نقش‌آفرینی در داستان‌های مصور
بعضی از شخصیت‌های ابرقهرمان، قهرمان و افراد خائن دارای ویژگی‌های مربوط به نقش‌آفرینی جانوری هستند. مانند شخصیت گربهٔ وحشی (به انگلیسی: Wildcat) در DC comics، زن گربه ای (به انگلیسی: Cat woman)، و مرد گرگی (به انگلیسی: Man-wolf). گروهی نیز ممکن است اعتقاد معنوی در گرگ دیسی، گربه دیسی و غیره را به عنوان نوعی نقش‌آفرینی جانوری به‌شمار آورند.

## طیف رفتارها
مانند بسیاری از بازی‌های وابسته به عشق شهوانی و نقش‌آفرینی‌ها، نقش‌آفرینی جانوری در زمینه‌های شهوانی یا مسائل مرتبط، سراسر توسط افراد شریک، رفتار و خوی آن‌ها و علایقی که در بازی دارند، مشخص می‌شود. این نقش‌آفرینی طیف گسترده‌ای را شامل می‌شود. محدوده‌ای شامل تقلید شیههٔ اسب و پارس سگ، رفتار شیطنت‌آمیز مثل گربه‌های کوچک، نفس نفس زدن همچون سگ‌ها، خزیدن و کشیدن خود به اطراف، تغذیه شدن و نوازش شدن با دست و غیره. به شکلی وسیعتر بازی با لباس پوشیدن به شکل اسب کوچک یا Pony (همراه با زین و اسباب اسب سواری)، ماسک صورت، اسارت موقت و موارد این چنینی همراه است.

## علل
دلایل نقش‌آفرینی مثل یک شخصیت یا جانور به اندازهٔ شدت آن متنوع است. عده‌ای از اینکه بتوانند انتخاب عمل و آزادی در تفاوت داشته باشند، لذت می‌برند، گروهی نقش‌آفرینی جانوری را به عنوان یک عشق و علاقه، زمانی برای نوازشگری آرام که در آن نیازی به علنی‌سازی نیست، در نظر می‌گیرند. برای آن‌ها کارهای ساده‌ای مثل نوازش کردن شریک یا شرکا راضی‌کننده است. برای بعضی، این نقش‌ها می‌تواند جنبهٔ معنوی داشته باشد. عده‌ای با اینکار به توتم جانوری خود احساس نزدیکی می‌کنند. عده‌ای خود را با یک جانور و غیره به شکلی یکسان و در روان خود مشخص می‌کنند. اینکار به Therianthropy مشهور است. برای برخی افراد این نقش‌آفرینی‌ها تجربه‌ای از تعویض قدرت بین خود و دیگری یا دیگران است.
به هر حال نقش‌آفرینی جانوری در درجهٔ اول به عنوان یک فعالیت بی‌دی‌اس‌ام در نظر گرفته می‌شود. اگر چه عموماً این نقش‌ها به اشتباه با فعالیت‌های مرتبط با آن مثل furry یا یک نوع از سبک زندگی جایگزین خلط شده‌اند اما نقش‌آفرینی جانوری عموماً مثل این موارد نیست اگرچه ممکن است مواردی در نقض این موضوع نیز موجود باشد.
برای بیشتر شرکت کنندگان در نقش‌آفرینی جانوری، این موضوع به حیوان‌خواهی مربوط نیست، مسئله‌ای که در بی‌دی‌اس‌ام بحث‌برانگیز است.

## انواع نقش‌آفرینی‌ها جانوری و ویژگی‌ها
هر مدل از بازی‌های جانوری می‌توانند روی یک مورد خاص از جانوران متمرکز باشند. اسب‌بازی اغلب شامل تمرین و آموزش از طرف صاحب اسب است، آموزش برای اینکه اسب چگونه راه برود، چهار نعل باشد و غیره. اسب‌بازی و گربه‌بازی اغلب می‌توانند با بی‌دی‌اس‌ام مرتبط با نمایش(به انگلیسی: Displin) باشند. گاوبازی اغلب شامل فانتزی‌هایی در مورد شیردهی و غیره می‌شود. محدوده‌های معمول در این روابط همان اصول SSC یعنی امنیت (به انگلیسی: Safe)، عاقلانه رفتار کردن (به انگلیسی: Sane) و روابط مبتنی بر رضایت طرفین (به انگلیسی: Consensual) است. محدودیت‌هایی که در هر رابطهٔ انسانی مبتنی بر احترام و پذیرش علایق افراد درگیر و محدودیت‌های آن‌ها مطرح است.
باید توجه کرد که ایفای نقش یک جانور لزوماً به معنای ایفای نقش مفعول یا تحت تسلط برای آن فرد نیست.

### حوزهٔ بی‌دی‌اس‌ام
بعضی از افراد بر این باورند که دارای غریزهٔ جانوری هستند و ایفای نقش جانوران به آن‌ها اجازهٔ فراروی می‌دهد؛ این امر به‌ویژه در مورد اجتماعات بی‌دی‌اس‌ام حقیقت دارد، جایی که بعضی از افراد در ۷ روز هفته و ۲۴ ساعت هر روز با جانور انتخابی خود زندگی می‌کنند. این مدل از ذهنیت در واقع فراتر از نقش‌آفرینی می‌رود و به سبک زندگی کاملی برای افراد درگیر در رابطه می‌شود. از دیگر مدل‌های نقش‌آفرینی، زندگی به‌عنوان یک جانور در یک زمان و زندگی در نقش جانور دیگری در زمانی دیگر است. در مواقع مختلف امکان ترکیب مدل‌های مختلفی از این نقش‌آفرینی‌ها وجود دارد و انتخاب‌ها بسته به شرایط است.
به نظر می‌رسد این نقش‌ها روند رو به رشدی را در بی‌دی‌اس‌ام دارند و این به‌ویژه در مورد نقش توله سگ (به انگلیسی: Puppy) و بچه گربه (به انگلیسی: Kitten) صدق می‌کند. دو نقش نامبرده به افراد اجازهٔ کنترل کامل را می‌دهد درحالی‌که ارباب/سرور یا صاحب آن حیوان انتظار عشق و اطاعت بی‌قیدوشرط را از حیوان خود دارد.

### نقش اسبچه (پونی)

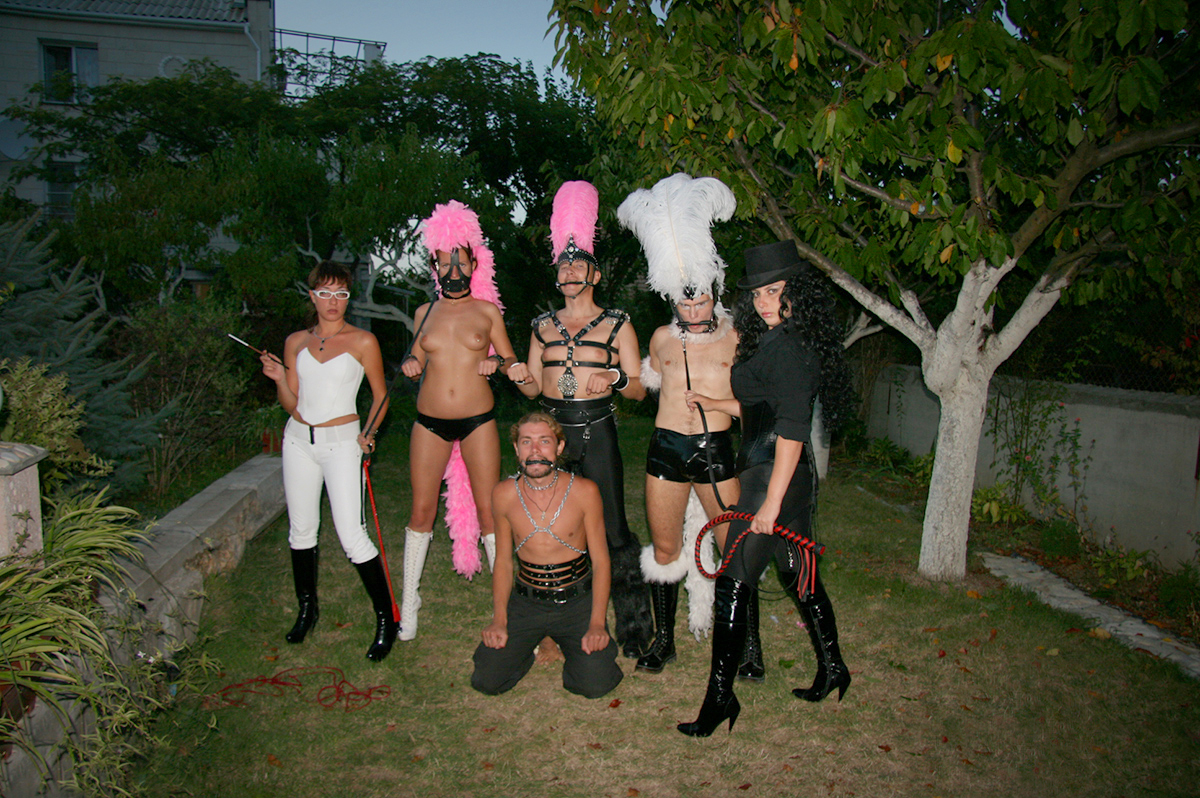
بازیگران یک پونی‌پلی در نمایشگاه Sevastopol در شبه‌جزیره کریمه

پونی‌پلی در جایی صورت می‌گیرد که حداقل یکی از شرکت‌کنندگان لباس یا اطوار و رفتارهای یک اسب را از خود به نمایش بگذارد. افرادی که در این مدل نقش‌آفرینی شرکت می‌کنند، به‌طور کلی خود را به سه گروه تقسیم می‌کنند درحالی‌که ممکن است بعضی از افراد در بیش از یک دسته‌بندی شرکت کنند:
- اسب مخصوص ارابه (به انگلیسی: Cart Pony) که در آن اسب، شخص/اشخاص مورد نظر را درحالی‌که روی ارابه نشسته‌اند، می‌کشد.
- اسبِ سواری (به انگلیسی: Riding Pony) که در آن اسب، روی چهارپا یا دوپا شخص/اشخاص را روی شانه‌هایش سوار می‌کند (این حالت به شانه‌سواری یا Shoulder Riding شناخته شده‌است). اصولاً کتف انسان به اندازه‌ای قوی نیست که تحمل وزن شخص بالغ دیگری را داشته باشد و با این حال، خطر آسیب جسمی را به همراه دارد، از این رو به‌طور کلی سواری روی چهارپا نمادین‌تر است.
- اسب نمایشی (به انگلیسی: Show Pony) که مهارت‌ها و توانایی‌های خود را به نمایش می‌گذارد و غالباً لباسی مهارکننده به تن دارد.

در سال ۲۰۰۳ یک فیلم مستند به اسم Pony Passion توسط کلوب بریتانیایی De Ferre ساخته شد که در آن فعالیت‌های کلوب نشان داده می‌شد. همچنین در سال ۲۰۰۵ فیلم مستند Born in a Barn ساخته شد، مستندی که در آن زندگی چند شخص علاقه‌مند به Pony Play را به تصویر می‌کشید.
گاهی Pony Play مربوط به مسئلهٔ انحراف ارسطویی (به انگلیسی: Aristotelian Perversion) می‌شود، داستانی ساختگی که در آن شخصی به اسم پروفسور Aristotle متقاعد شده بود تا زنی به اسم Phyllis روی او مثل یک اسب سوار شود.

### نقش توله سگ
Puppy Play یا Pup Play وقتی صورت می‌گیرد که در آن حداقل یکی از شرکت‌کنندگان نقش یک سگ را عهده‌دار باشد. این نقش می‌تواند با چرم‌پوشی (خرده فرهنگ جنسی) یا یادگارخواهی لاستیکی و پی‌وی‌سی مرتبط باشد. در این نوع نقش اگر شخصی به عنوان فرد مسلط حضور داشته باشد، به عنوان handler، ارباب (به انگلیسی: Master)، آموزش‌دهنده (به انگلیسی: Trainer) یا Alpha شناخته می‌شود؛ همچنین اگر شخص تحت تسلطی در رابطه باشد، ممکن است عنوان Pup را به خود بگیرد. برخلاف دیگر انواع نقش‌آفرینی جانوری، در این نوع ارتباط برای دو یا چند Puppy غیرمعمول است که برای تسلط بجنگند یا در جایی که شخصی به وضوح یک Alpha است، بازی کنند. این نقش‌آفرینی بیشتر مربوط به شیطنت و بازیگوشی و نقش سگ‌ها می‌شود.
بیشتر افرادی که در نقش سگ هستند، علاقه به ساده کردن تمایلات خود دارند، همان‌طور که می‌پذیرند بخشی از خودشان به صورت غریزی عمل می‌کند. در ارتباط با دیگر بازی‌های بی‌دی‌اس‌ام، شخصی که نقش سگ را دارد، اگر بی‌صاحب (به انگلیسی: Onowned) یا بدون قلاده (به انگلیسی: Oncollared) باشد، به عنوان ولگرد (به انگلیسی: Stray) شناخته می‌شود. بسیاری از افراد Puppy از فضای آزادی تحت عنوان Puppy Space استفاده می‌کنند که به آن‌ها اجازه می‌دهد شخصیت جانوری را به شکل آسانتری داشته باشند.
در رابطه با ویژگی‌های نشأت گرفته از بی‌دی‌اس‌ام در پاپی‌پلی می‌توان به موارد زیر اشاره کرد: اسارت و محدودسازی از طریق قلاده و افسار، استفاده از زانوبند، وسایل و لباس‌های مهارکننده، لباس‌های لاستیکی، کلاه، ماسک توله‌سگ و کفش مخصوص. ممکن است آموزش دهندگان این سگ‌ها محلی را برای دستور دادن، آموزش و غیره در نظر بگیرند.
در حال حاضر گروه‌ها و اجتماعاتی در بعضی کشورها وجود دارند که متشکل از افراد علاقه‌مند به Puppy Play هستند. بر اساس آمار وبگاه پاپی‌پلی بیش از ۴۰ گروه، کلوب یا اجتماع پاپی‌پلی در ایالات متحده آمریکا وجود دارد، ۷ مورد در کانادا، ۶ مورد در استرالیا و ۴ مورد نیز در انگلستان هستند. کشورهای مکزیک، بلژیک و تایوان هر کدام یک اجتماع دارند. یک مورد نیز در آفریقای جنوبی مربوط به اسبچه‌ها، خزپوشان و توله‌سگ‌ها می‌شود.
رژهٔ Puppy استرالیا از سال ۲۰۱۵ در
Sydney Gay and Lesbian Mardi Gras برگزار می‌شود. این رژه موضوع مستندی در یک شبکهٔ استرالیایی ساختهٔ Special Broadcasting Service قرار گرفت.
در سال ۲۰۰۵ مستند کوتاهی با عنوان Pup توسط Antino Kao ساخته شد که به این بخش کمتر دیده شده می‌پرداخت. همچنین در سال ۲۰۱۶ مستندی تحت عنوان Secret life of human pups از شبکهٔ ۴ انگلستان پخش شد. این مستند مصاحبه‌ای با افرادی از اجتماع Puppy انجام داد. در این فیلم، اجتماع سالانهٔ Mr Puppy Europe نیز که با هزاران نفر شرکت‌کننده برگزار می‌شود، نشان داده شد.

### نقش بچه‌گربه
در کیتن‌پلی فرد به شکلی لباس می‌پوشد یا رفتار می‌کند که شبیه به بچه‌گربه‌ها شود. برخی از بازیگران این نقش، ممکن است مانند نقش سگ‌ها آموزش ببیند. اینکه چگونه راه بروند، اسباب‌بازی‌ها را به صاحب برگردانند و غیره. همانند پاپی‌پلی در اینجا نیز اگر فردی بدون قلاده یا صاحب باشد، ممکن است ولگرد خوانده شود.
باید در نظر گرفت که روابط نقش‌آفرینی جانوری که به شکل جنسی انجام می‌شود، لزوماً به ارتباط جسمی افراد محدود نمی‌شود و می‌تواند به صورت سایبری و سکس مجازی صورت پذیرد. نقش‌آفرینی جانوری می‌تواند با جانوران دیگری نیز صورت بگیرد اما باقی آن‌ها غالباً ناشناخته هستند و محبوبیتی ندارند. همچنین گاهی برای تحقیر فرد تحت سلطه یا برده در بی‌دی‌اس‌ام او را با نام جانور مثل Pig یا Piglet صدا می‌زنند. باید توجه کرد که اگر این موضوع وارد ایفای نقش یک جانور از سوی فرد نشود، همچنان رفتاری غیر از نقش‌آفرینی به‌شمار می‌آید.